# 桑の葉
『桑の葉』（くわのは、原題：뽕）は1986年製作の韓国の官能映画。監督はイ・ドゥヨン（李斗鏞）。脚本はユン・サミュク。主演女優はイ・ミスク（李美淑）。原作は羅稲香（ナ・ドヒャン）の短編小説「桑の葉」（三枝壽勝訳『朝鮮短篇小説選』所収、岩波書店、1984年）。
舞台は1920～30年代、日本占領下の朝鮮半島の山村。美しい妻を置いて出て行く博打打ちを装った抗日活動家の夫と、夫の不在の間に繰り広げられる妻と村の若者との性の交歓が描かれている。コリアンエロスの代表作。

## キャスト
- アンヒョプ：イ・ミスク
- サムボ：イ・デグン
- サムドル：イ・ムジョン

## スタッフ
- 監督：イ・ドゥヨン
- 脚本：ユン・サムニュク
- 原作：ナ・ドヒャン
- 製作：イ・テウォン
- 撮影：ソン・ヒョンチェ
- 音楽：チェ・チャンクォン

## 受賞
- 1985 第24回 大鐘賞映画祭／特別賞（脚色：ユン・サミュク）
- 1986 第6回 韓国映画評論家協会賞／最優秀作品賞
  - 男優主演賞（イ・デグン）
  - 女優主演賞（イ・ミスク）
- 1985 第21回 百想芸術大賞／監督賞
- 1985 第31回 アジア太平洋映画祭／音楽賞（チェ・チャングォン)，女優主演賞（イ・ミスク）

## 続編
続編に1989年の『新・桑の葉』（DVD邦題『桑の葉2』）、1992年の『桑の葉3』があり、監督は第1作と同じくイ・ドゥヨン（李斗鏞）。脚本は『新・桑の葉』が第1作と同じユン・サミュク、『桑の葉3』がキム・ジニョク。主演女優は『新・桑の葉』がカン・ムニョン（姜文英）。『桑の葉3』がユ・ヨンシル（柳然実）。